# Agnes Conway
Agnes Ethel Conway (2 de maio de 1885 – 1950), posteriormente chamada Agnes Horsfield, foi uma escritora, historiadora e arqueóloga britânica que trabalhou no Oriente Médio de 1929 a 1936. Talvez mais conhecida por suas escavações nas cidades de Petra e Kilwa, ela também produziu publicações sobre a história do Castelo de Allington, que pertenceu à família Wyatt no século XVI.

## Vida pessoal
Filha de William Martin Conway, um historiador de arte, colecionador, explorador e político; e de Katrina Conway (nascida Lombard), Agnes Conway nasceu em 1885. Ela frequentou a Baker Street High School e Kings College antes de se tornar estudante no Newnham College, Cambridge, de 1903 a 1907.
Depois de passar ambas as partes de seu exame acadêmico History Tripos em 1907, Conway adicionou e catalogou a coleção de fotografias de objetos de seu pai, trabalhando com Eugenie Sellers Strong na Escola Britânica de Roma em 1912 neste projeto.
Enquanto trabalhava com ele em Petra, Conway casou-se com George Horsfield, um colega arqueólogo, na Catedral de São Jorge, em Jerusalém, em janeiro de 1932. Eles viveram juntos em Gérasa até 1936 e depois começaram a viajar pelo Mediterrâneo. Eventualmente, eles retornaram para a Inglaterra e permaneceram lá até sua morte em 1950. Ela deixou os documentos de sua família para a medievalista e historiadora de arte Joan Evans, que eventualmente produziu um volume sobre a família. Estes artigos são agora mantidos na Biblioteca da Universidade de Cambridge, tendo sido apresentados por Evans em 1966.

## Carreira
Embora Conway tenha estudado predominantemente História Antiga para um exame acadêmico History Tripos no Newnham College, Cambridge, ela também estudou grego com Jane Ellen Harrison, aclamada classista e depois professora de Arqueologia Clássica em Newnham.
Escolhida como aluna da Escola Britânica de Atenas para a sessão de 1913/1914, Conway viajou muito pela Grécia e pelos Bálcãs em 1914 com uma amiga, Evelyn Radford, que também estudou em Newnham. Ela publicou um relato da viagem em 1917, intitulado "Um passeio pelos Bálcãs, em terreno clássico com uma câmera" (em inglês: A Ride through the Balkans, on Classic Ground with a Camera). Seu relato registrou as fotos tiradas de refugiados e das consequências da guerra ao lado de prosa que narrava sua jornada e seus encontros.
De 1917 a 1929, Conway trabalhou na coleta de materiais que representavam o trabalho das mulheres na Primeira Guerra Mundial como presidente do Subcomitê de Trabalho das Mulheres do recém-criado Museu Imperial da Guerra. Ela foi curadora da Seção de Trabalho Feminino do Museu Imperial da Guerra e foi nomeada Secretária Honorária do Comitê de Mulheres entre 1917 e 1920. Como parte dessas atividades, ela participou de uma viagem pela França e Bélgica em março de 1919 com a fotógrafa Olive Edis.
Pouco depois da guerra, Conway começou a estudar em Londres, no Instituto de Pesquisa Histórica, sobre a história económica da Inglaterra do século XVI, tema ao qual voltou em publicações posteriores. Seu pai, Martin Conway, comprou o Castelo Allington em Kent no ano de 1905, e iniciou uma longa restauração do castelo nos anos seguintes. Neste período, Conway publicou vários artigos relativos ao castelo e à família Wyatt.
Conway visitou a cidade de Petra pela primeira vez em 1927, acompanhando amigos da família numa extensa viagem pelo Oriente Médio: Egito, Palestina, Transjordânia e Iraque. Ela contatou George Horsfield, Inspetor Chefe de Antiguidades do Governo da Transjordânia, a fim de saber mais sobre o local; eventualmente tornando-se parte de uma equipe de arqueólogos, incluindo Horsfield, Tawfiq Canaan, um médico palestino, e o Dr. Detlief Nielsen, de Copenhague, para explorar Petra em detalhes em março de 1929. Conway deu uma palestra sobre Petra na Real Sociedade Geográfica do Reino Unido em 1930, em uma palestra intitulada "Notas Históricas e Topográficas sobre Edom: Com um Relato das Primeiras Escavações em Petra" (em inglês: Historical and Topographical Notes on Edom: With an Account of the First Excavations at Petra). Ela publicou um artigo correspondente à palestra com o mesmo título, também a primeira publicação de qualquer escavação arqueológica em Petra, em coautoria com George Horsfield. Ela e Horsfield publicaram relatórios no site durante as décadas de 1930 e 1940.
Em 1932, Conway visitou Kilwa junto com Horsfield e Nelson Glueck, então diretor da Escola Americana de Pesquisa Oriental em Jerusalém. Esta expedição de cinco dias produziu um artigo em coautoria dos três em 1933.
Um arquivo composto por centenas de pequenas fotografias pessoais, algumas cartas, cartões postais e notas de escavação que ela e Horsfield produziram durante viagens e escavações é agora mantido no Instituto de Arqueologia da University College London. Conway é creditada pela maioria das fotografias da coleção.

## Obras publicadas

### Livros
- (com Martin Conway) The Children's Book of Art (1909) [em inglês]. Londres: Adam e Charles Black.
- A Ride Through the Balkans, on Classic Ground with a Camera (1917) [em inglês]. Londres: R. Scott.
- (com um capítulo por Edmund Curtis) Henry VII's relations with Scotland and Ireland, 1485-1498 (1932)[em inglês]. Cambridge: Cambridge University Press.

### Artigos acadêmicos
- 'The Owners of Allington Castle, Maidstone (1086-1279)'. 1911 [em inglês]. Archaeologia Cantiana. 29: 1-40.[18]
- 'The Family of William Longchamp, Bishop of Ely, Chancellor and Juticiar of England, 1190-1191'. 1923 [em inglês]. Archaeologia Cantiana. 36: 15–42.[23]
- 'The Wyatt Mss. in the Possession of the Earl of Romney'. 1924 [em inglês]. Bulletin of the Institute of Historical Research. 1 (3): 73–76. doi:10.1111/j.1468-2281.1924.tb01314.x. ISSN0950-3471.
- 'The Maidstone Sector of Buckingham's Rebellion Act, 18 de outubro de 1483'. 1925 [em inglês]. Archaeologia Cantiana. 37:97-120.[24]
- (com George Horsfield) 'Historical and Topographical Notes on Edom: with an account of the first excavations at Petra'. 1930 [em inglês]. The Geographical Journal . 76 (5): 369–390. doi:10.2307/1784200
- (com George Horsfield e Nelson Glueck) 'Prehistoric Rock-Drawings in Transjordan'. 1933 [em inglês]. The American Journal of Archaeology 37 (3): 381–386. doi:10.2307/498950
- (com George Horsfield) Sela-Petra, The Rock of Edom e Nabatene I. The Topography of Petra. II. Casas. 1938 [em inglês]. Quartely of the Department of Antiquities of Palestine 7: 1–42.
- (com George Horsfield) Sela-Petra, a Rocha, de Edom e Nabatene. III. Escavações. 1938 [em inglês]. Quarterly of the Department of Antiquities of Palestine 8: 87–115.
- (com George Horsfield) Sela-Petra, a Rocha, de Edom e Nabatene. 4. As descobertas. 1942 [em inglês]. Quarterly of the Department of Antiquities of Palestine 9: 105–204.